# 中浦站
中浦站（日语：／ Nakaura eki */?）是位於新潟縣新發田市下飯塚151番，東日本旅客鐵道（JR東日本）的羽越本線車站。

## 歷史
- 1944年（昭和19年）5月31日：中浦信號站啟用。
- 1953年（昭和28年）7月1日：升級至車站，名為中浦站。
- 1972年（昭和47年）9月1日：終止行李起卸業務，並成為無人車站。
- 1987年（昭和62年）4月1日：伴隨國鐵分割民營化，車站由東日本旅客鐵道（JR東日本）營運。
- 2008年（平成20年）3月15日：此站可使用IC卡「Suica」[1][2]。

## 車站構造
車站是一座地面車站，設有1面1線的單式月台。曾經設有2面2線相對式月台，後來列車交會設備被撤走。但是月台上還設有跨線橋，本來用作前往前2號月台，現時成為了前往東出口的行人通道。
此站是由新津站管理的無人車站。車站大樓同時為候車室。站內設有簡易Suica閘機、簡易自動售票機（不可增值Suica）和廁所。

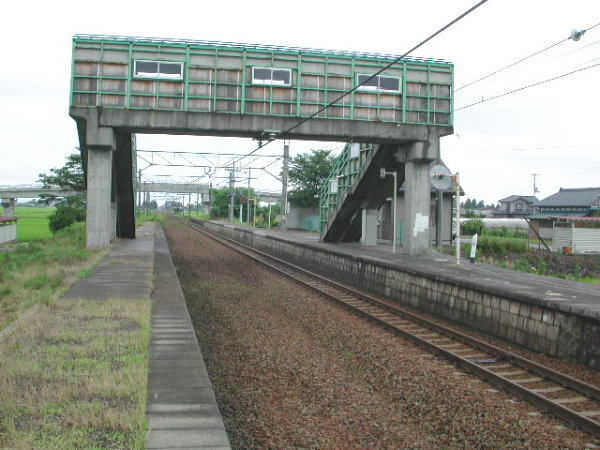
舊2號月台，路軌已經撤走
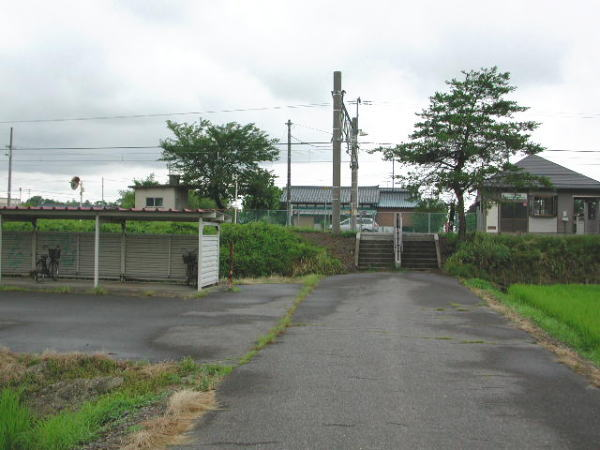
舊2號月台現時變成了東出口
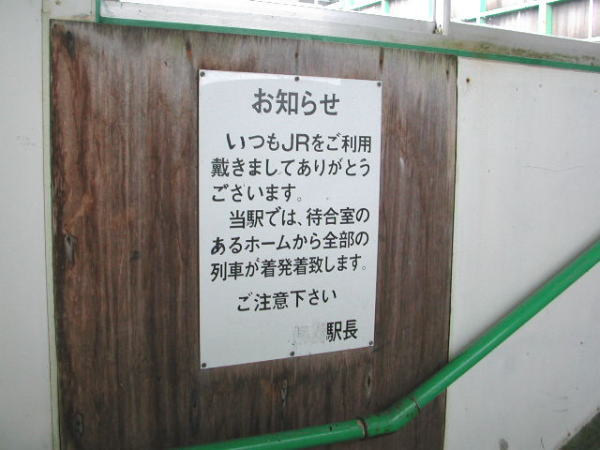
跨線橋內的告示

## 車站周邊
在站前設有國道460號，沿路上設有農戶和房屋。車站東邊設有狹隘的稻田，也設有豐浦地區公共設施。
- 豐浦郵局
- 新發田市政廳豐浦廳舍
- 豐浦地區公民館
- 真木山中央公園
- 新潟縣立新發田南高等學校豐浦分校（日语：新潟県立新発田南高等学校豊浦分校）
- JA北越後豐浦分店
- 7-11新發田下飯塚店
- 清水食品連鎖（日语：清水フード）豐浦店

## 巴士

新發田區域的巴士路線圖

截至2018年4月，從此站向東北步行10分鐘，於國道460號路上設有新潟交通觀光巴士「乙次」巴士站，並於平日設有以下巴士路線（各方向4班）。
- ＜月岡、乘廻線＞ 經乘廻 前往月岡溫泉
- ＜月岡、乘廻線＞ 前往新發田

## 相鄰車站
東日本旅客鐵道
■羽越本線
月岡－中浦－新發田

## 注腳
1. ↑   (PDF) (新闻稿). 東日本旅客鐵道. 2007-12-21  [2020-05-29]. （原始内容存档 (PDF)于2016-03-04） （日语）.
2. ↑   (PDF) (新闻稿). 東日本旅客鐵道新潟分社. 2008-01-23  [2020-11-08]. 原始内容存档于2010-11-02 （日语）. - WayBack Machine存檔
3. ↑  新発田エリア （页面存档备份，存于）（日語） - 新潟交通観光バス

## 外部連結
- 車站資訊（中浦）：東日本旅客鐵道（日語）